# بيلي جنكينز
بيلي جنكينز (بالإنجليزية: Billy Jenkins)‏ هو لاعب كرة قدم أمريكية أمريكي، ولد في 8 يوليو 1974 في لوس أنجلوس في الولايات المتحدة.

## وصلات خارجية
- بيلي جنكينز على موقع مرجع كرة القدم المحترفة.كوم (الإنجليزية)